# Portulaca molokiniensis
Portulaca molokiniensis är en portlakväxtart som beskrevs av R.W. Hobdy. Portulaca molokiniensis ingår i släktet portlaker, och familjen portlakväxter. Inga underarter finns listade i Catalogue of Life.

## Bildgalleri

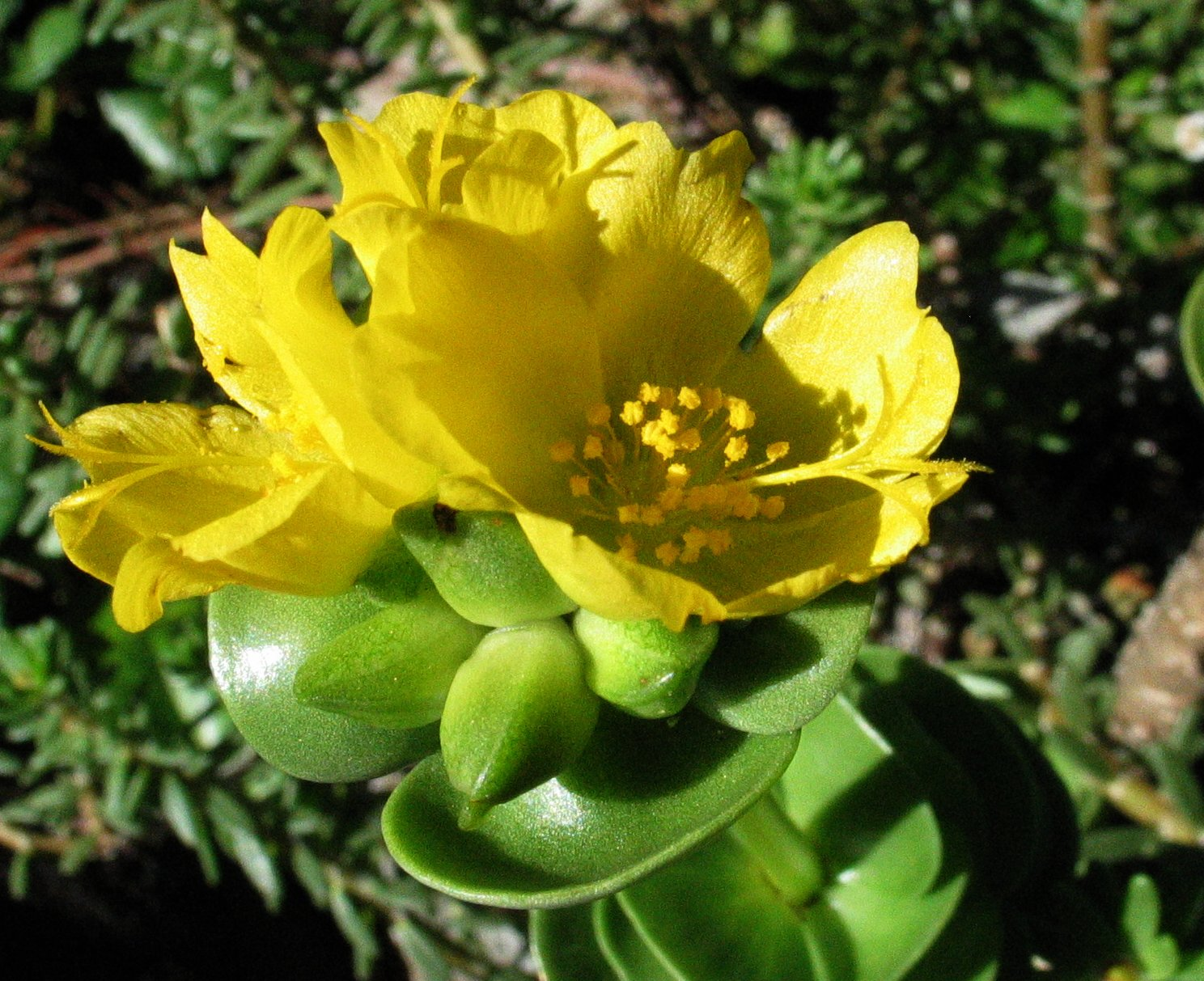
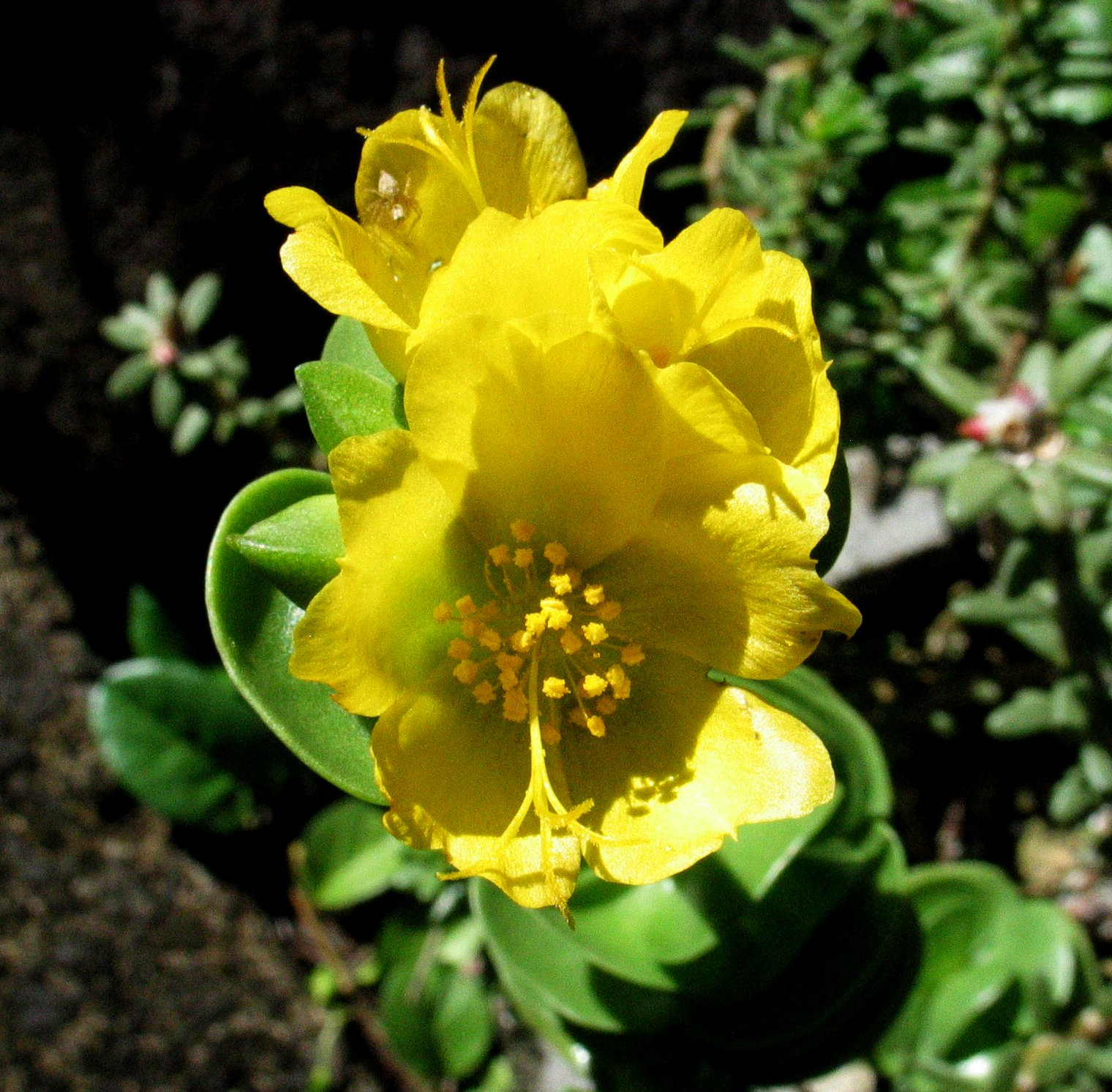
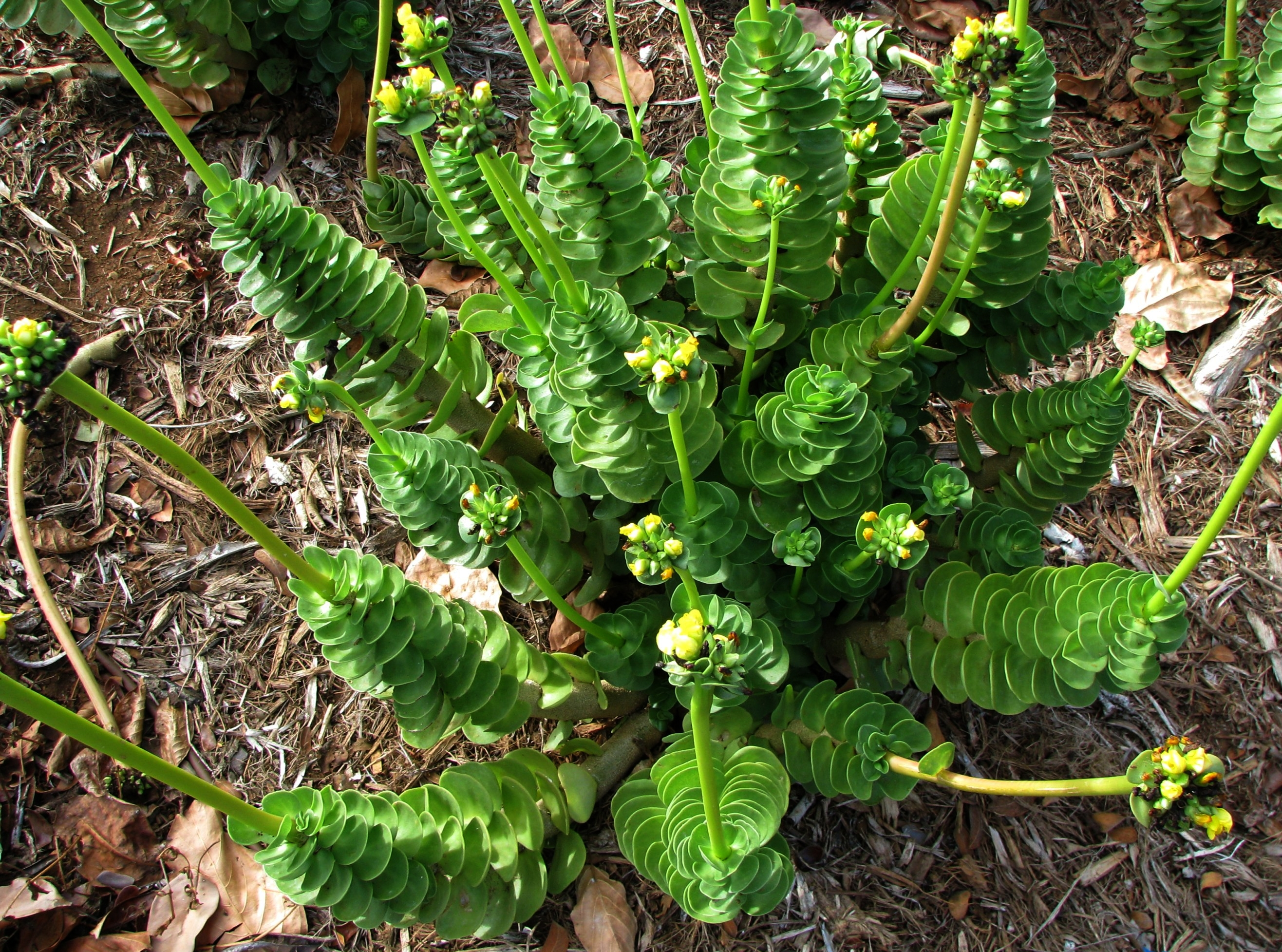
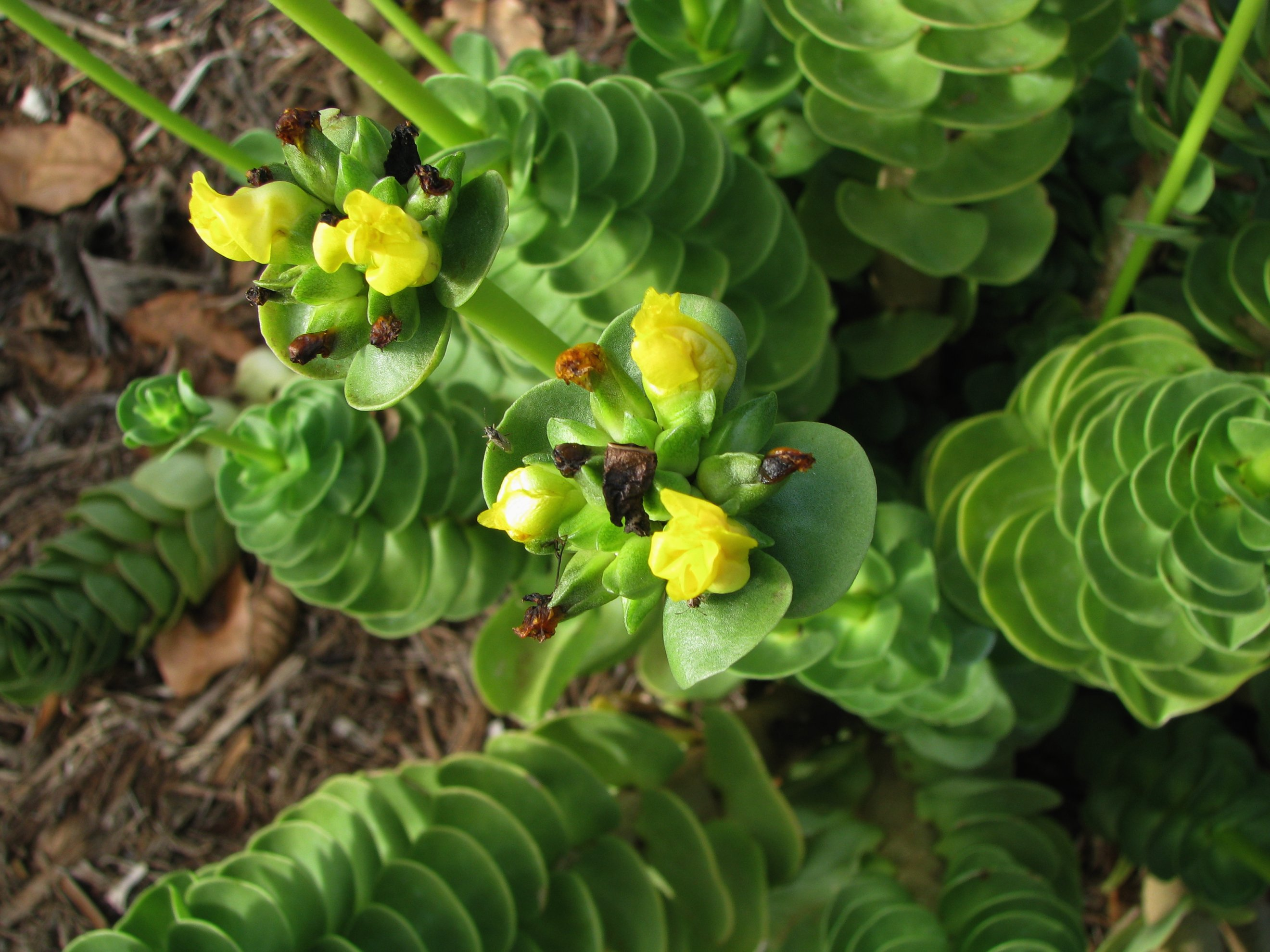
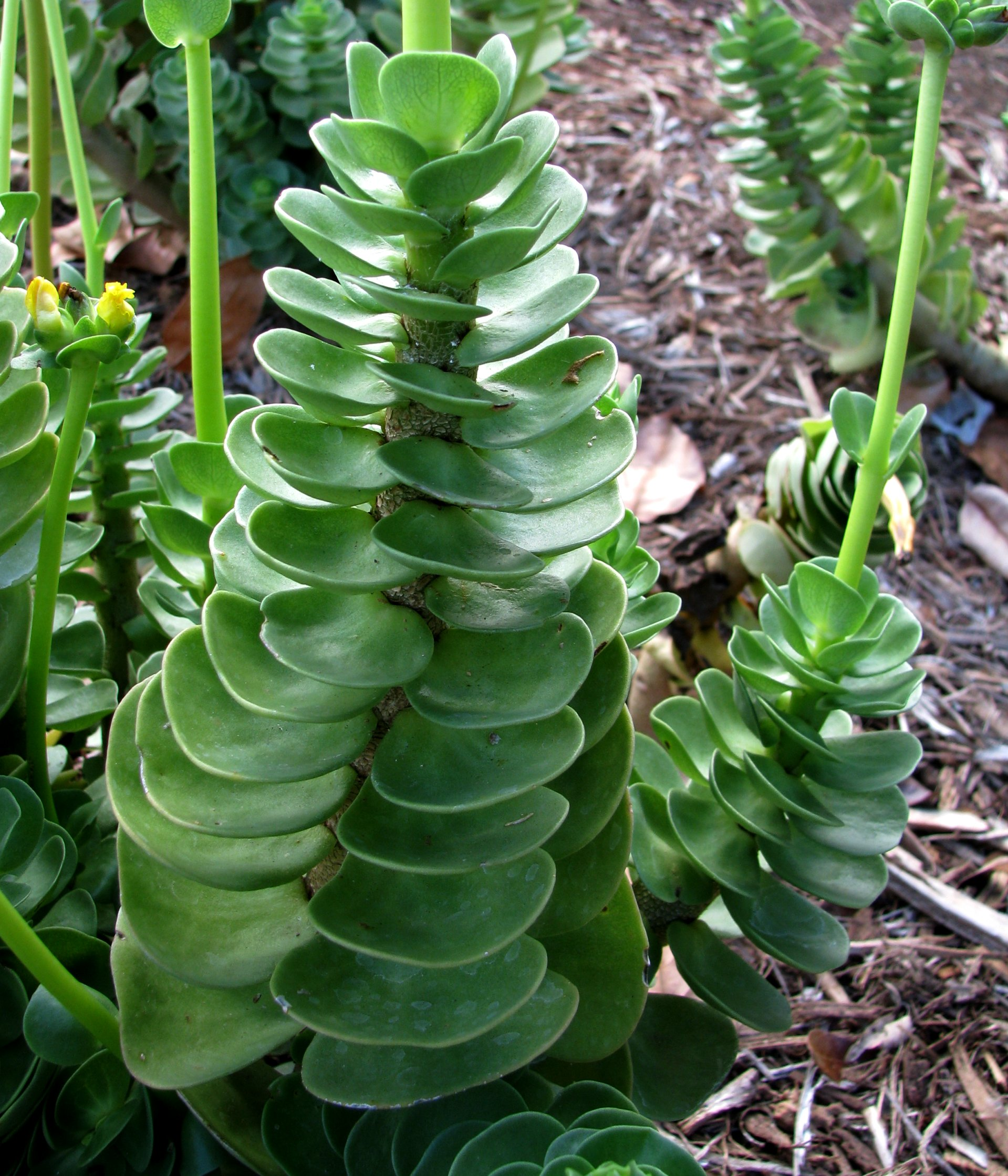
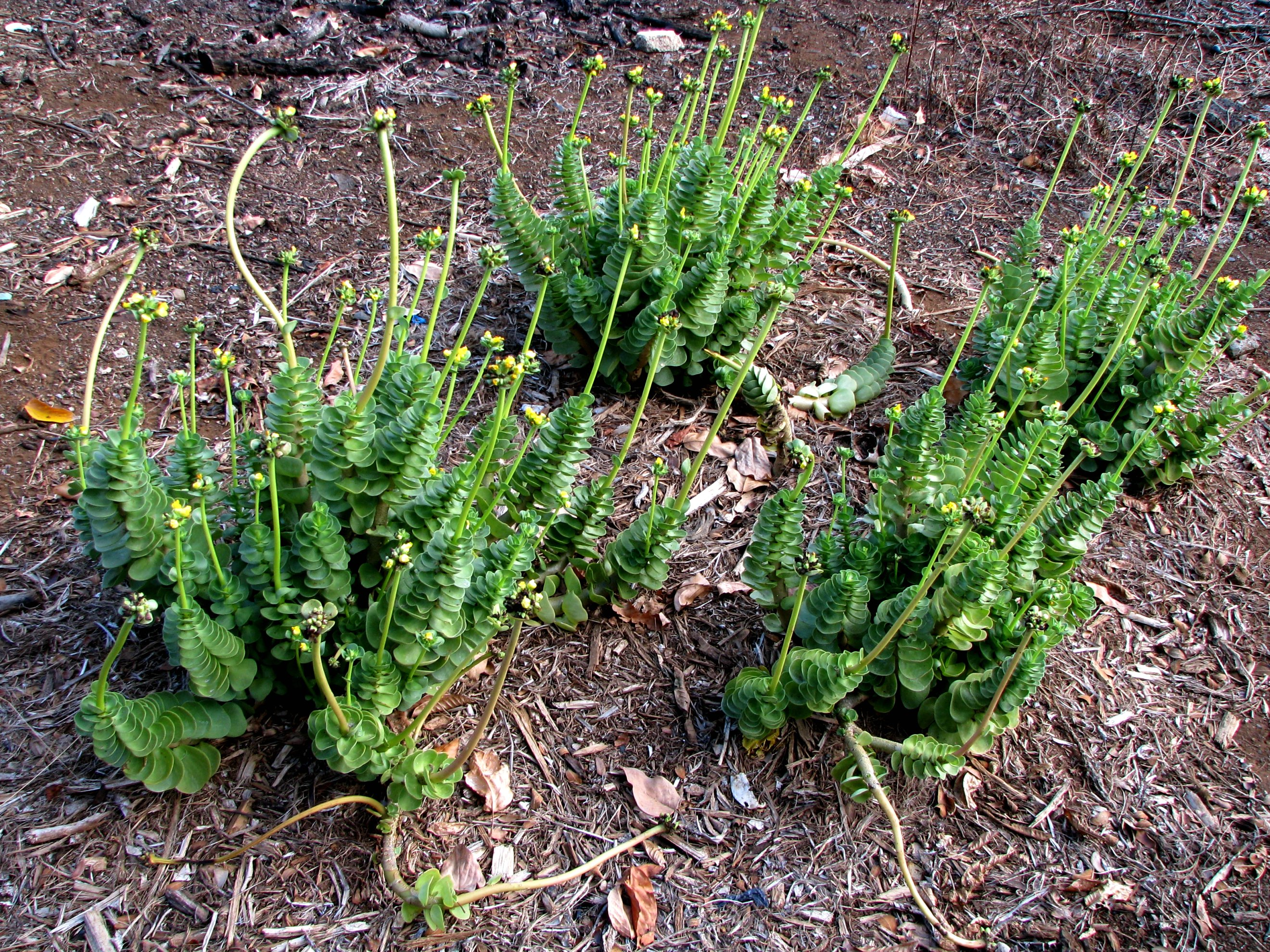